# بيركهولدرية فنازينية
بيركهولدرية فنازينية (الاسم العلمي: Burkholderia phenazinium) هي نوع من البكتيريا، سلبية الغرام، تتبع جنس البيركهولدرية.